# José Marques de Melo
José Marques de Melo (Palmeira dos Índios, Alagoas; 1943-São Paulo, 20 de junio de 2018) fue un periodista, investigador y profesor universitario brasileño, conocido por haber sido el primer doctor en periodismo de su país y uno de sus principales teóricos de la comunicación.

## Datos biográficos
Estudió en la Universidad de Pernambuco, y ya en 1959 comienza a trabajar como periodista en los diarios locales de su ciudad natal, y más tarde dejará estos diarios para empezar a trabajar en diarios de otras ciudades, como Sao Paulo. Marques de Melo empieza su carrera académica en 1966, en el instituto de Ciencias de la Información de la Universidad Católica de Pernambuco, donde al mismo tiempo conoce a Luiz Beltrão.[cita requerida]
En 1967 José Marques de Melo funda el centro de Pesquisas da Comunicaçao Social de la Facultad de Periodismo Cásper Líbero, en São Paulo. Ya en 1973 vendrá a ser en fundador y docente de la Escola de Comunicaçoes e Artes de la Universidad de São Paulo (ECA-USP), y al mismo tiempo realizará su doctorado en esta institución. Es importante resaltar que Marques de Melo realizó sus estudios de postgrado y otras estancias académicas en países como Estados Unidos, España, y algunos de Latinoamérica. Gracias a los conocimientos que fue adquiriendo durante su paso por la academia, Marques de Melo fue el primer catedrático de periodismo en Brasil, pero esta actividad fue interrumpida durante la dictadura militar de los años sesenta que se vivió en su país natal a manos de João Goulart.[cita requerida]
Director de la ECA-USP (1989-1993), cofundador del Laboratorio de Estudios Avanzados en Periodismo de la Universidad Estatal de Campinas (1994), director de la Facultad de Ciencias de la Comunicação de la Universidad Metodista de São Paulo (1997-2000), donde fue titular de la Cátedra UNESCO de Comunicação para el Desarrollo Regional (1996-2006). Fundador y presidente (hasta 2008) de la Sociedade Brasileira de Estudos Interdisciplinares da Comunicação (Intercom), fue director de la Revista Brasileira de Ciências da Comunicação y presidente de Ibercom (Asociación Iberoamericana de Comunicação). Forma parte de los consejos directivos de diversas asociaciones académicas nacionales e internacionales. Fue profesor emérito de la Escola de Comunicações e Artes da Universidade de São Paulo (ECA-USP). Fue doctor ‘honoris causa’ por las universidades Católica de Santos (1997), Federal de Alagoas (2003), Federal da Paraíba (2005) y Estadual do Rio Grande do Norte (2008).[cita requerida]

## Obras
Dentro de sus obras, se pueden encontrar:
- Estudos de Jornalismo Comparado (1972)
- Sociología da imprensa brasileira (1973)
- Comunicação e modernidades (1991)
- Fontes para o estudo da Comunicação (1995)
- Teoría da Comunicação. Paradigmas latino-americanos (1998)
- A esfinge midiática (2004)
- Brazilian Research in Communication (2005)
- Teoria do Jornalismo (2006)
- Mídia e Cultura Popular (2008)
- A História Política das Ciências da Comunicação (2008)

## Ideología
Marques de Melo alude al sistema de comunicación que Luis Beltrán llamó folkcomunicación. La población que es excluida de las nuevas tecnologías se alimenta de este sistema, el cual tiene sus propias lógicas, sus propias estructuras. Él cree firmemente que es necesario socializar la información para todos. Pero la comunicación no es algo disociado del contexto socioeconómico, ya que se debe seguir la batalla para mejorar la distribución de la renta, que toda la población tenga derecho a los bienes fundamentales, incluyendo la comunicación.[cita requerida]
- Democratización y comunicación solidaria: José Marques de Melo habla sobre la democratización y la comunicación solidaria en el caso de Brasil, refiriéndose a cómo las mujeres y los políticos juegan un papel importante en el momento de la aceptación ciudadana hacia los medios de comunicación y los temas que estos mismos tratan. Para José Marques de Melo, es importante que se dé una solidaridad permanente y no una solidaridad limitada, donde se evidencie una posibilidad de empleo permanente, una esperanza de vida estable.
- La formación, clave para el cambio: Con relación a la responsabilidad que tienen los medios, como parte de la sociedad, para cambiar la realidad, José Marques insiste en que la clave está en la formación de quienes manejan los medios, de los profesionales.
- Desarrollo en América Latina: Para José Marques de Melo, América Latina es un continente que todavía no ha alcanzado su protagonismo en la historia, lleno de injusticia. El periodista cree que  no es el hecho de tener aparatos de televisión y computadoras súper desarrolladas en el continente lo que hace de América Latina un continente desarrollado, pues este tipo de solución beneficia solamente a las capas altas de la sociedad.[cita requerida]